# Adam Dyczkowski
Adam Feliks Dyczkowski (Kęty, 17 novembre 1932 – Zielona Góra, 10 gennaio 2021) è stato un vescovo cattolico polacco.

## Biografia
Adam Dyczkowski nacque a Kęty il 17 novembre 1932.

### Formazione e ministero sacerdotale
Nel 1950 superò l'esame di maturità presso la scuola secondaria generale di Kęty. Dal 1952 al 1957 studiò filosofia e teologia presso il seminario maggiore metropolitano di Breslavia.
Il 23 giugno 1957 fu ordinato presbitero per l'arcidiocesi di Breslavia nella cattedrale arcidiocesana da monsignor Bolesław Kominek, delegato del primate polacco con i poteri di vescovo residenziale a Breslavia. Avrebbe dovuto proseguire gli studi all'estero, ma le autorità comuniste si rifiutarono di rilasciargli un passaporto. Pertanto, dal 1957 al 1961 studiò presso la sezione di filosofia naturale della Facoltà di filosofia dell'Università Cattolica di Lublino ottenendo la laurea in filosofia. Dal 1961 al 1963 proseguì gli studi nel campo della filosofia naturale e nel 1965 ottenne il dottorato con una dissertazione intitolata "Sposoby ustalenia sensu terminów w «Kosmologii» Selvaggiego".
Prestò servizio come vicario parrocchiale della parrocchia della cattedrale di San Giovanni Battista a Breslavia dal 1963 al 1971; cappellano accademico del Klub Inteligencji Katolickiej dal 1965 al 1978; professore di metafisica, cosmologia e teodicea presso il seminario di Breslavia e il collegio catechetico dal 1965 al 1972; prefetto della scuola secondaria delle suore orsoline di Breslavia dal 1968 al 1978; ricercatore presso il Dipartimento di metafisica, teodicea e cosmologia della Pontificia facoltà di teologia di Breslavia dal 1968 al 1992 e censore diocesano dal 1970 al 1992.

### Ministero episcopale
Il 19 settembre 1978 papa Giovanni Paolo I lo nominò vescovo ausiliare di Breslavia e titolare di Altava. Ricevette l'ordinazione episcopale il 25 novembre successivo nella cattedrale di San Giovanni Battista a Breslavia dall'arcivescovo metropolita di Breslavia Henryk Roman Gulbinowicz, co-consacranti il vescovo di Częstochowa Stefan Bareła e il vescovo ausiliare di Breslavia Wincenty Urban. Come episcopale scelse l'espressione "Sursum corda".
Dal 1978 al 1992 fu vicario generale dell'arcidiocesi. Le sue responsabilità nella curia metropolitana includevano anche la cura pastorale dei giovani accademici, dell'intellighenzia, degli insegnanti, degli scout e dei circoli professionali. Fu anche membro del consiglio presbiterale e del collegio dei consultori. Nel 1979 venne nominato canonico generale del capitolo della cattedrale di Breslavia. Divenne anche presidente del comitato della Bassa Slesia per la rinascita dello scautismo e membro del consiglio della Società degli amici dell'Ossolineum, una fondazione culturale e casa editrice.
Il 25 marzo 1992 fu trasferito all'ufficio di vescovo ausiliare della nuova diocesi di Legnica. Anche in quella sede prestò servizio come vicario generale della diocesi. Presso la curia vescovile si occupò anche della pastorale familiare, degli scout, della pastorale sanitaria e della pastorale delle comunicazioni sociali. Fu anche presidente del consiglio catechistico e responsabile delle questioni del secondo sinodo nella diocesi di Legnica.
Il 17 luglio 1993 lo stesso papa Giovanni Paolo II lo nominò vescovo di Zielona Góra-Gorzów. Prese possesso della diocesi il 5 settembre successivo con una cerimonia nella cattedrale dell'Assunzione della Beata Vergine Maria a Gorzów Wielkopolski. Il 12 dello stesso mese prese possesso anche della co-cattedrale di Sant'Edvige a Zielona Góra. Nel 1993 fondò l'Associazione delle famiglie cattoliche e l'anno successivo l'Associazione dei giovani cattolici e l'Azione Cattolica. Nel 1994 tenne il congresso diocesano delle famiglie e nel 1997 accolse papa Giovanni Paolo II a Gorzów Wielkopolski nell'ambito del suo VI viaggio apostolico in Polonia. Nel 1998 invitò politici di varie compagini a Paradyż. I partecipanti a questa riunione inviarono una lettera al primo ministro Jerzy Buzek per chiedere la creazione del voivodato di Lubusz. Nel 2002 contribuì all'avvio della causa di beatificazione del vescovo Wilhelm Pluta.
Nel novembre del 2005 compì la visita ad limina.
Il 29 dicembre 2007 papa Benedetto XVI accettò la sua rinuncia al governo della diocesi per raggiunti limiti di età.
Nel 2008 ottenne la cittadinanza onoraria di Gorzów Wielkopolski, Zielona Góra  e Głogów  e nel 2010 quella del comune di Pszczew.
Nel 2011 ricevette un dottorato honoris causa dall'Università di Zielona Góra. Nel 1991 fu insignito del premio del collegio dei rettori delle Università Superiori di Breslavia.
Nel 2015 fu insignito del titolo di meritevole verso Solidarność  e nel 2019 del titolo di "uomo del 30º anniversario della Polonia libera".
In seno alla Conferenza episcopale polacca fu presidente della commissione per la pastorale sanitaria dal 1982 al 1996; vicepresidente della commissione per la pastorale accademica dal 1980 al 1996; membro della commissione per la sobrietà e membro della commissione per gli affari religiosi.
Il 29 dicembre 2020 fu ricoverato all'ospedale di Zielona Góra per complicazioni da COVID-19. Morì nella casa del clero di Zielona Góra il 10 gennaio 2021 all'età di 88 anni per COVID-19.
Una prima celebrazione di esequie si tenne il 25 gennaio alle ore 12 nella chiesa dello Spirito Santo a Zielona Góra e venne presieduta da monsignor Tadeusz Lityński, vescovo di Zielona Góra-Gorzów. L'omelia venne pronunciata da monsignor Stefan Regmunt, vescovo emerito della stessa diocesi. Una seconda celebrazione si tenne il giorno successivo alle ore 11 nella chiesa dei Protomartiri Polacchi a Gorzów Wielkopolski e venne presieduta da monsignor Andrzej Dzięga, arcivescovo metropolita di Stettino-Kamień. L'omelia venne pronunciata da monsignor Paweł Socha, già vescovo ausiliare di Zielona Góra-Gorzów. Durante quest'ultimo rito era presente anche la salma di monsignor Antoni Stankiewicz, decano emerito della Rota Romana, deceduto a Roma il 4 gennaio precedente. Al termine del rito le salme furono tumulate nella cripta della cattedrale dell'Assunzione della Beata Vergine Maria a Gorzów Wielkopolski.

## Genealogia episcopale
La genealogia episcopale è:
- Cardinale Scipione Rebiba
- Cardinale Giulio Antonio Santori
- Cardinale Girolamo Bernerio, O.P.
- Vescovo Claudio Rangoni
- Arcivescovo Wawrzyniec Gembicki
- Arcivescovo Jan Wężyk
- Vescovo Piotr Gembicki
- Vescovo Jan Gembicki
- Vescovo Bonawentura Madaliński
- Vescovo Jan Małachowski
- Arcivescovo Stanisław Szembek
- Vescovo Felicjan Konstanty Szaniawski
- Vescovo Andrzej Stanisław Załuski
- Arcivescovo Adam Ignacy Komorowski
- Arcivescovo Władysław Aleksander Łubieński
- Vescovo Andrzej Stanisław Młodziejowski
- Arcivescovo Kasper Kazimierz Cieciszowski
- Vescovo Franciszek Borgiasz Mackiewicz
- Vescovo Michał Piwnicki
- Arcivescovo Ignacy Ludwik Pawłowski
- Arcivescovo Kazimierz Roch Dmochowski
- Arcivescovo Wacław Żyliński
- Vescovo Aleksander Kazimierz Bereśniewicz
- Arcivescovo Szymon Marcin Kozłowski
- Vescovo Mečislovas Leonardas Paliulionis
- Arcivescovo Bolesław Hieronim Kłopotowski
- Arcivescovo Jerzy Józef Elizeusz Szembek
- Vescovo Stanisław Kazimierz Zdzitowiecki
- Cardinale Aleksander Kakowski
- Cardinale August Hlond, S.D.B.
- Cardinale Stefan Wyszyński
- Cardinale Henryk Roman Gulbinowicz
- Vescovo Adam Dyczkowski